# Ranunculus paludosus
Ranunculus paludosus är en ranunkelväxtart. Ranunculus paludosus ingår i släktet ranunkler, och familjen ranunkelväxter.

## Underarter
Arten delas in i följande underarter:
- R. p. flabellatus
- R. p. paludosus

## Bildgalleri

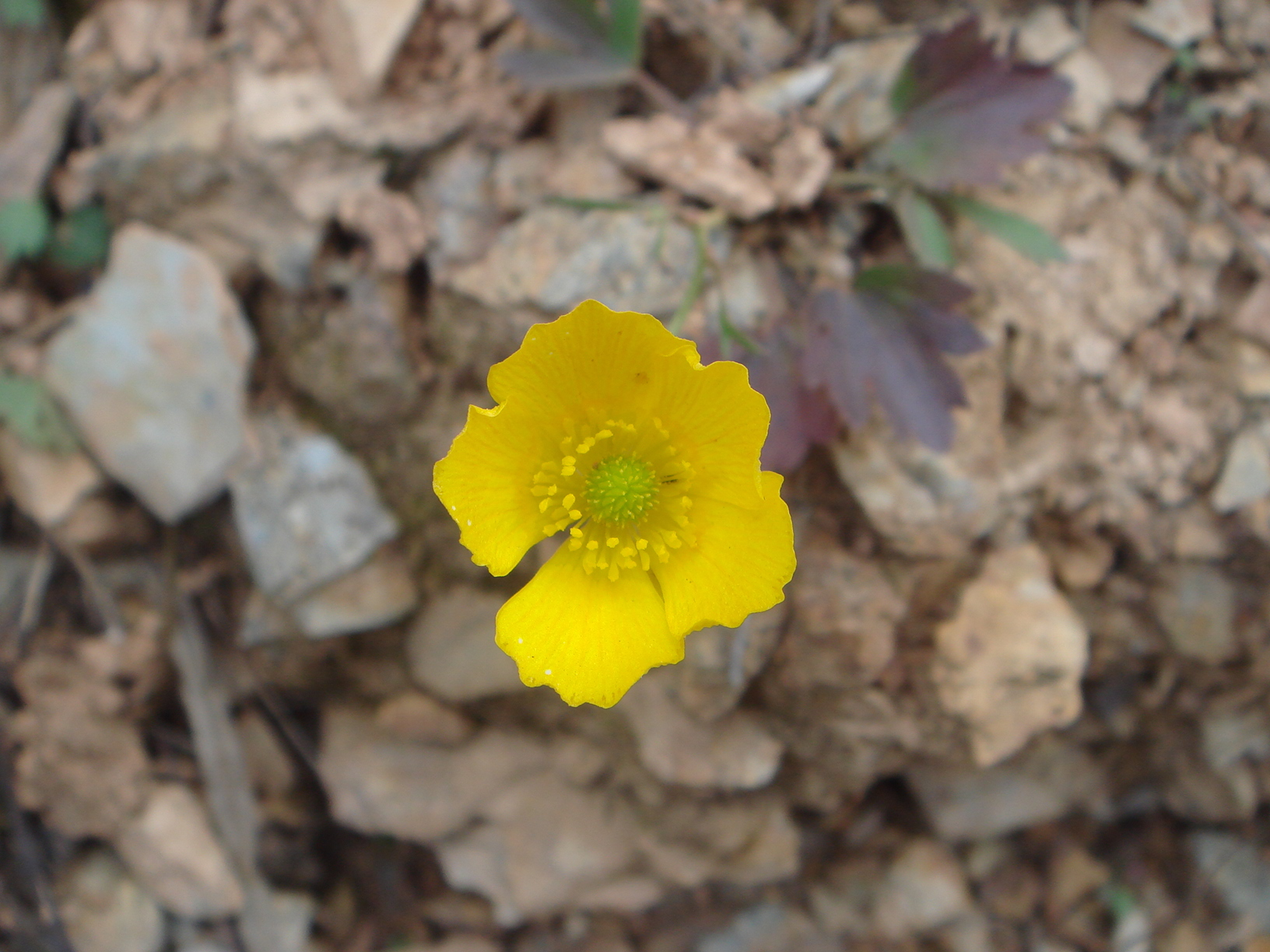
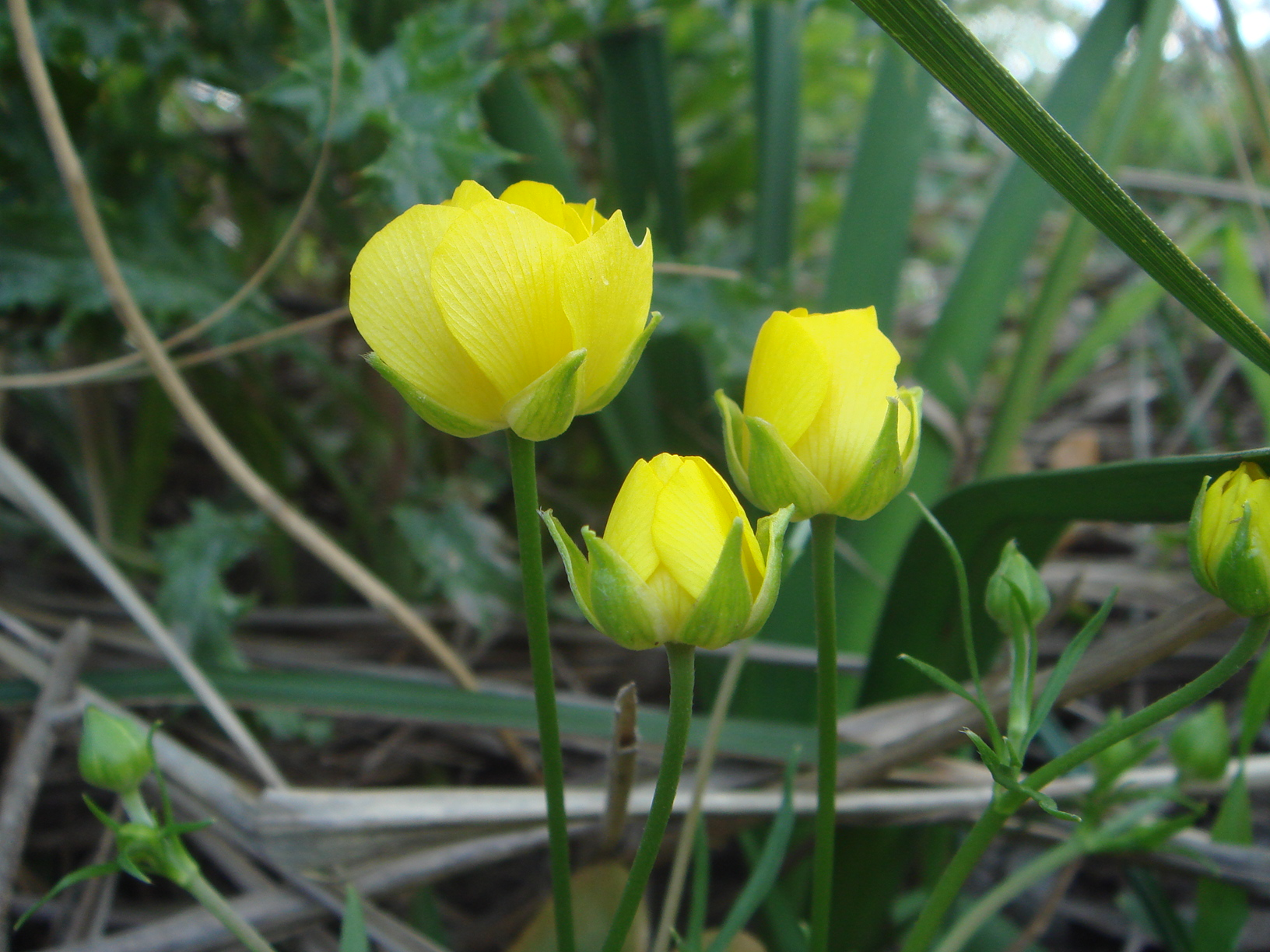
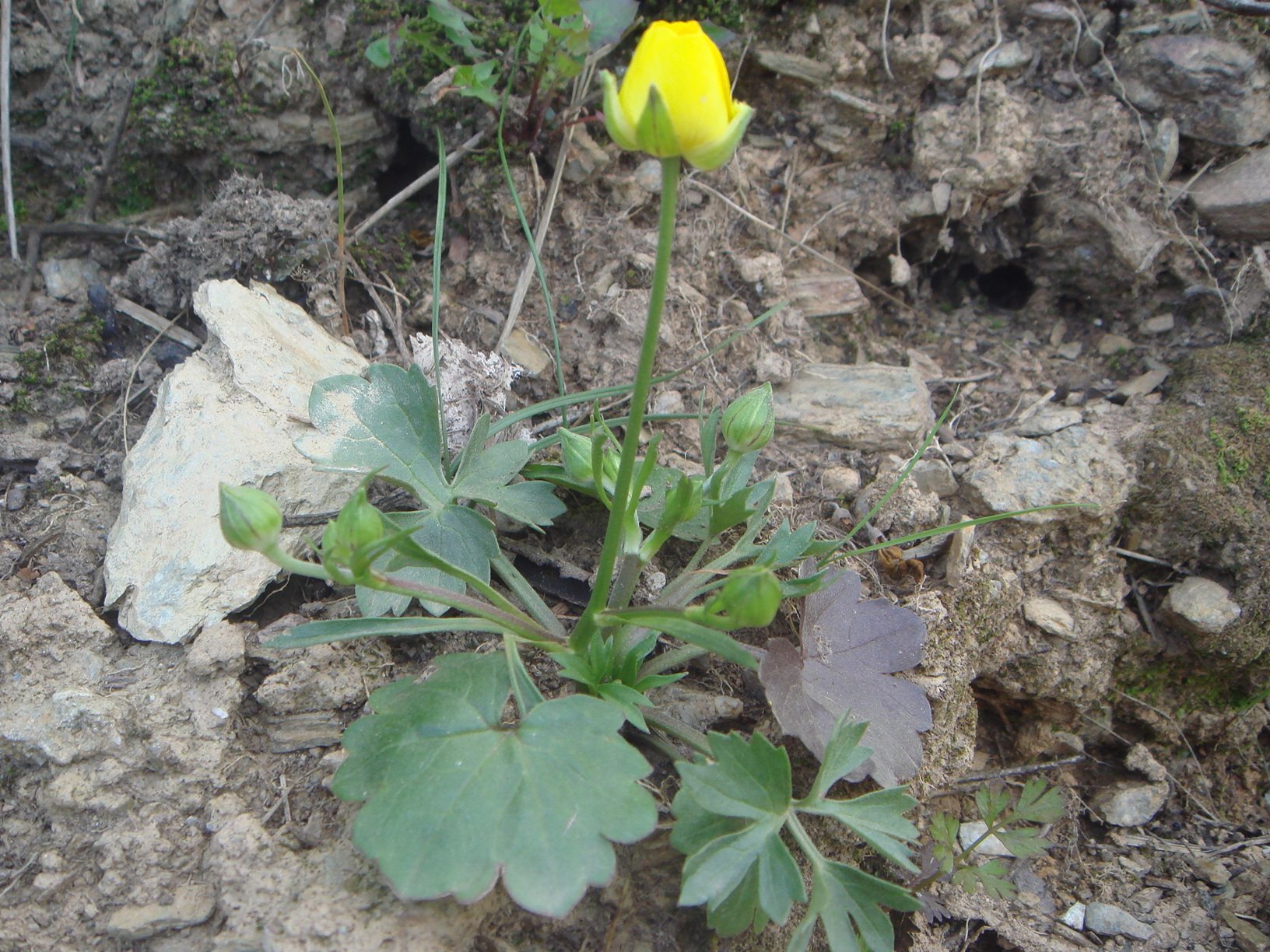